# Taça de Inverno de Futsal
A Taça de Inverno de Futsal é uma competição de futsal organizado pela Liga Gaúcha de Futsal, envolvendo clubes gaúchos. A competição foi criada para complementar o calendário de jogos das equipes do Gauchão de Futsal, semelhante à Taça Laçador de Futsal.
Na primeira edição, disputaram os 2 melhores colocados do grupo A e grupo B da Gauchão de Futsal Série B, tendo, no final, a AGE como campeã. Nesta edição, o campeão garantiria acesso ao Gauchão de Futsal Série A.
Já na segunda edição disputaram os 4 melhores colocados de cada conferência da fase de grupos do Gauchão de Futsal Série C, totalizando 8 equipes, enquanto os demais clubes disputavam o play-off que dava acesso às quartas de final.
A edição de 2022, diferentemente da edição de 2021, foi dividida em conferências. Na Conferência Oeste da Taça de Inverno a AEF superou o Cerro Largo Futsal, já na Conferência Leste o BR Futsal se tornou campeão acima da AAGF.

## Títulos por equipe
| Equipe              | Cidade          | Títulos  | Vices    | Semifinais |
| ------------------- | --------------- | -------- | -------- | ---------- |
| AEF                 | Entre-Ijuís     | 1 (2022) | 0        | 0          |
| AGE                 | Guaporé         | 1 (2021) | 0        | 0          |
| BR Futsal           | Pelotas         | 1 (2022) | 0        | 0          |
| AAGF                | Agudo           | 0        | 1 (2022) | 0          |
| Cerro Largo Futsal  | Cerro Largo     | 0        | 1 (2022) | 0          |
| SERCCA              | Casca           | 0        | 1 (2022) | 0          |
| ATLEC               | Três Passos     | 0        | 0        | 1 (2022)   |
| Cruzeiro de Canguçu | Canguçu         | 0        | 0        | 1 (2022)   |
| ECA Futsal          | Arvorezinha     | 0        | 0        | 1 (2022)   |
| FX Futsal           | Fontoura Xavier | 0        | 0        | 1 (2021)   |
| Santa Rosa Futsal   | Santa Rosa      | 0        | 0        | 1 (2021)   |
| União Parobé        | Parobé          | 0        | 0        | 1 (2022)   |